# Кабинет лорда Норта
Кабинет лорда Норта — британское правительство премьер-министра Фредерика Норта,  которое пришло к власти в январе 1770 года, после отставки герцога Графтона.
Правительство Норта традиционно считается худшим правительством в истории Великобритании, несмотря на то, что в первые годы были достигнуты некоторые успехи. Налоговая политика Норта вызвала протесты в американских колониях,в ответ на которые правительство приняло репрессивные законы против колонии Массачусетс («Невыносимые законы»). Следствием стали вооруженные столкновения с жителями Массачусетса, которые переросли в Войну за независимость США. Из-за военных неудач Норт попал под жесткую критику оппозиции, когда же британская армия капитулировала под Йорктауном, Норт потерял поддержку парламентского большинства, признал поражение и подал в отставку (1782). Эта отставка дала возможность его преемнику, кабинету Рокингема, пойти на переговоры с США. Норт вошёл в историю как премьер-министр, при котором Великобритания пережила тяжелейшее поражение в своей истории.

## Отставка герцога Графтона
В 1770 году новая сессия парламента открылась в январе и оппозиция, в лице сторонников Рокингема, начала наступление на правительство. Питт Старший вернулся в политику, но на этот раз присоединился к оппозиции, что очень расстроило правительство. В Палате общин кабинет Графтона поддерживало большинство, но с очень небольшим перевесом. 17 января подал в отставку лорд-канцлер, граф Кэмден.  Графтон назначил на его место Чарльза Йорка, но тот умер через три дня после назначения. Графтон утратил интерес к политике и решил подать в отставку, он считал, что выполнил свой долг, спас правительство в 1767 году и руководил кабинетом два трудных года, и что у него есть надёжный преемник, лорд Норт. Графтон ушёл в отставку, но не порвал с политикой, а остался в кабинете Норта, которого поддерживал до 1775 года. В 1782 году он снова стал министром во Втором кабинете Рокингема.
Норт пришёл к власти, не имея за собой никакой партии, что было необычно для того времени. Современники, привычные к тому, что за политиком стоят какие-то партии, приписывали Норту поддержку тех или иных сил. Считалось, что его выдвинули бедфордиты, или что он лишь марионетка лорда Бьюта, а впоследствии появилась легенда, что он был марионеткой короля Георга III, который в реальности правил за него.

## Ранний период правления
В первые годы своего правления Норт показал себя с самой лучшей стороны. Он умел находить быстрые и практичные решения проблем. Впоследствии его часто обвиняли в нерешительности, но это не относится к первым годам его премьерства. Историк Питер Томас писал, что Норт заработал хорошую репутацию, и сохранил бы её, если бы его премьерство завершилось где-то около 1774 года.

### Фолклендский кризис
В первые дни кабинет Норта был невелик: Граф Рочфор, Уэймут и Хиллсборо были госсекретарями, Гоуэр — лордом-председателем совета, а Хоук — лордом Адмиралтейства. Конвей уже покинул кабинет, а Графтон, Кэмден и Грэнби ушли в отставку и замена им ещё не была найдена. Хиллборо был другом и союзником Норта, его дядя лорд Галифакс вскоре стал хранителем Малой печати, но все остальные министры никак не зависели от Норта. Однако, ему удалось взять кабинет под контроль во время Фолклендского кризиса. Испания еще с 1766 года протестовала против появления британского поселения на Фолклендских островах, а 9 июня 1770 года испанские корабли подошли к островам и вынудили гарнизон капитулировать. Эти новости достигли Лондона в середине сентября. Состояние британского флота в те дни было очень плохим, Норт решил отправить Хоука в отставку и заменить его на графа Сэндвича, но Хоук на желал покидать свой пост.
Когда новости об инциденте достигли Лондона, виконт Уэймут, секретарь южного департамента, потребовал от Испании  отказаться от претензий на Фолкленды и восстановить статус-кво. Король Карл III был готов вернуть острова, но не готов отказаться от своего права на них. Переговоры зашли в тупик. Норта вскоре стала беспокоить неуступчивость Уэймута, который как будто хотел войны даже в ущерб интересам Норта. Хиллсборо и Рочфорд стали сами пытаться договориться с Испанией. Одновременно Норт, которого беспокоила слабость британского флота, решил вмешаться, и в ноябре подключился к переговорам. Он тайно пообещал Франции, что Британия покинет острова, как только Испания уйдёт оттуда. Кабинет одобрил этот ход. На встрече 7 декабря Уэймут предложил отозвать посла из Мадрида и дать распоряжение кораблям Ост-Индской кампании нападать на французов в Индии, но кабинет отклонил его предложения. 10 декабря Уэймут подал в отставку, недовольный тем, что министры вмешиваются в его дела. Тогда Норт назначил на его место Рочфорда, освободившееся место секретаря Северного департамента занял Сэндвич, а брату Уэймута дали хорошую должность, чтобы он не перешёл в оппозицию.
С отставкой Уэймута было окончательно покончено с влиянием бедфордитов, а вскоре умер и сам Бедфорд. 13 декабря умер Джордж Гренвилл, и у Норта появился шанс избавиться от влияния  гренвеллитов. Эту партию теперь возглавил лорд Саффолк, с которым Норт сразу начал переговоры. Он решил включить гренвеллитов в состав кабинета, для чего произвёл крупные перестановки. Лорд Батерст получил место лорда-канцлера и титул барона, гренвеллит Александр Уэддербёрн стал главным солиситором, а когда подал в отставку первый лорд адмиралтейства, Норт сразу назначил на его место Сэндвича. Саффолку было предложено занять место секретаря Северного департамента, но он сначала отказался, полагая, что гренвеллиты получили слишком мало. Позже, посоветовавшись с друзьями, он согласился войти в кабинет и занять пост хранителя малой печати, в обмен на пенсии некоторым гренвеллитам. Северный же департамент возглавил граф Галифакс. Теперь Норт полностью контролировал кабинет, в котором остались только его сторонники, кроме Рочфорда и Говера, но и им были сделаны выгодные предложения. К конц января 1771 года Норт имел надёжный кабинет и был готов вступить в парламентские бои по поводу Фолклендского соглашения.

## Состав кабинета
- Первый лорд казначейства — лорд Норт (28 января 1770 — 27 марта 1782);
- Лорд-канцлер — граф Батерст (23 января 1771 — 3 июня 1778);
  - барон Терлоу (3 июня 1778 — 7 апреля 1783);
- Лорд-председатель Совета — граф Гоуэр;
  - граф Батерст (24 ноября 1779 — 27 марта 1782);
- Лорд-хранитель Малой печати — граф Галифакс (26 февраля 1770 — 22 января 1771);
  - граф Саффолк  (22 января 1771 — 12 июня 1771);
    - герцог Графтон (12 июня 1771 — 4 ноября 1775);
      - граф Дартмут (4 ноября 1775 — 27 марта 1782);
- Лорд-стюард королевского двора — граф Толбот (1761 — 27 апреля 1782);
- Лорд-камергер — граф Хартфорд (1766 — 1782);
- Государственный секретарь Северного департамента — 4-й граф Рочфорд[англ.] (21 октября 1768 — 19 декабря 1770);
  - граф Сэндвич (19 декабря 1770 — 12 января 1771);
    - граф Галифакс (22 января 1771 —	6 июня 1771);
      - граф Саффолк;
        - виконт Стормонт;
- Государственный секретарь Южного департамента — Виконт Уэймут (21 октября 1768 — 12 декабря 1770);
  - граф Рочфорд (19 декабря 1770 — 9 ноября 1775);
    - виконт Уэймут;
      - граф Хиллсборо;
- Министр колоний Великобритании — Граф Хиллсборо (27 февраля 1768 — 27 августа 1772);
  - граф Дартмут (27 августа 1772 — 10 ноября 1775);
    - Джордж Джермейн (10 ноября 1775 — февраль 1782);
      - Уэлбор Эллис
- Канцлер герцогства Ланкастерского — лорд Стрэндж;
- Первый лорд Адмиралтейства — Эдвард Хоук;
  - граф Сэндвич (1771 — 1782);
- Генерал-фельдцейхмейстер — виконт Таунсенд (октябрь 1772 — март 1782);
- Лорд-лейтенант Ирландии — виконт Таунсенд (19 августа 1767 — 29 октября 1772);
  - граф Харкорт[англ.] (29 октября 1772 — 7 декабря 1776).